# Nghĩa trang Powązki
Nghĩa trang Powązki (phát âm tiếng Ba Lan: [pɔˈvɔ̃skʲi]; tiếng Ba Lan: Cmentarz Powązkowski), còn được gọi là Stare Powązki (tiếng Anh: Old Powązki) là một nghĩa trang lịch sử nằm ở quận Wola, phía tây Warsaw, Ba Lan. Đây là nghĩa trang nổi tiếng nhất trong thành phố, và là một trong những nghĩa trang lâu đời nhất, được thành lập vào năm 1790 trên mảnh đất do Melchior Szymanowski hiến tặng. Đây là nơi chôn cất của nhiều nhân vật lừng lẫy trong lịch sử Ba Lan. Một số được chôn cất dọc theo "Đại lộ biệt lập" -  ở Aleja Zasłużonych, được tạo ra vào năm 1925. Ước tính có hơn 1 triệu người được chôn cất tại nghĩa trang Powązki.
Nghĩa trang này thường bị nhầm lẫn với Nghĩa trang quân sự Powązki mới hơn, nằm ở phía tây bắc của Nghĩa trang Powązki.

## Lịch sử
Nghĩa trang Powązki được thành lập vào ngày 4 tháng 11 năm 1790 và được thánh hiến vào ngày 20 tháng 5 năm 1792. Ban đầu nó có diện tích chỉ khoảng 2,5 ha. Cũng trong năm đó, nhà thờ Saint Karol Boromeusz, được thiết kế bởi Dominik Merlini, được xây dựng ở rìa của nghĩa trang. Hầm mộ được xây dựng ngay sau đó.

## Người nổi tiếng được chôn cất
Những người đáng chú ý được chôn cất ở đây là:
Tekla Bądarzewska-Baranowska (1834 -1861), nhà soạn nhạc
Izabela Barcińska née Chopin (1811 -1881), em gái của Fryderyk Chopin
Wojciech Bogusławski (1757 -1829), nhà văn, diễn viên, đạo diễn
Jan Gotlib Bloch (1836 -1902), nhân viên ngân hàng • doanh nhân đường sắt • nhà từ thiện • nhà kinh tế • nhà kinh tế • nhà hoạt động xã hội
Emilia Chopin (1812 -1827), em gái út của Fryderyk Chopin
Ludwika Jędrzejewiczowa née Chopin (1807 Tiết1855), chị cả của Fryderyk Chopin
Mikołaj Chopin (1771 -1844), cha đẻ của Fryderyk Chopin
Justyna Chopin (1782 -1861), mẹ của Fryderyk Chopin
Kazimierz Ołdakowski (1879-1940), giám đốc trước chiến tranh của Fabryka Broni
Gerard Antoni Ciołek (1909 -1966), kiến trúc sư và nhà sử học của các khu vườn
Ignacy Dobrzyński (1807 -1867), nhà soạn nhạc
Jerzy Duszyński (1917 -1978), diễn viên
Józef Elsner (1769 -1854), nhà soạn nhạc và nhạc trưởng. Giáo viên piano của Fryderyk Chopin.
Władysław Filipkowski (1892 -1950), chỉ huy quân sự
Pola Gojawiczyńska (1896 -1963), nhà văn
Józef Gosławski, (1908 -1963), nhà điêu khắc và nghệ sĩ huy chương
Leopold Janikowski (1855 -1942), nhà khí tượng học, nhà thám hiểm và nhà dân tộc học
Stanisław Janikowski (1891 -1965), nhà ngoại giao Ba Lan
Stefan Jaracz (1883 -1945), diễn viên
Jan Kiepura (1902 mộc1966), ca sĩ và diễn viên
Krzysztof Kieślowski (1941 -1996), đạo diễn phim
Jan Kiliński (1760 -1819), máy bay chiến đấu tự do
Stefan Kisielewski (1911 -1991), nhà phê bình và nhà văn nghệ thuật
Krzysztof Komeda (1931 -1969), nhà soạn nhạc jazz
Henryk Kuna (1885 -1945), nhà điêu khắc
Witold Lutosławski (1913 -1994), nhà soạn nhạc
Maciej Masłowski (1901-1976), nhà sử học nghệ thuật
Stanisław Masłowski (1853 -1926), họa sĩ
Witold Małcużyński (1914 191977), nghệ sĩ piano cổ điển
Stefan Mazurkiewicz (1888 -1945), đồng sáng lập trường toán học Warsaw
Jerzy Mierzejewski (1917 -2012), nghệ sĩ và nhà sư phạm
Stanisław Moniuszko (1819 -1872), nhà soạn nhạc
Ola Obarska (1910 -1992), ca sĩ và diễn viên
Antoni Osuchowski (1849 -1928), nhà từ thiện và nhà hoạt động quốc gia
Lech Pijanowski (1928 -1974), nhà sản xuất phim và thiết kế trò chơi
Bolesław Prus (1847 -1912), nhà báo và tiểu thuyết gia
Kazimierz Pużak (1883 -1950), chết trong nhà tù Cộng sản, được bí mật chôn cất tại Powązki
Władysław Reymont (1867 -1925), tiểu thuyết gia từng đoạt giải Nobel
Edward Rydz-migły (1886-1941) chính trị gia, chính khách, Thống chế Ba Lan và Tổng tư lệnh các lực lượng vũ trang của Ba Lan
Irena Sendlerowa (1910 -2008), người đứng đầu Khoa Trẻ em của Żegota
Wacław Sierpiński (1882 -1969), nhà toán học
Andrzej Sołtan (1897 -1959), nhà vật lý
Zbigniew cibor-Rylski (1917-2018), chỉ huy quân sự, người tham gia cuộc nổi dậy Warsaw
Michał Karaszewicz-Tokarzewski (1893 -1964), chung
Jerzy Waldorff (1910 -1999), nhà phê bình nghệ thuật và là một trong những ân nhân của Nghĩa trang
Melchior Wańkowicz (1892 -1974), nhà văn
Henryk Wieniawski (1835 -1870), nhà soạn nhạc
Kazimierz Wierzyński (1894 -1969), nhà thơ và nhà văn
Stanisław Wigura (1901 -1932), nhà thiết kế máy bay và phi công
Stanisław Wojciechowski (1869 -1953), tổng thống Ba Lan
Aleksander Zelwerowicz (1877 -1955), diễn viên và đạo diễn, người bảo trợ của Học viện Kịch Warsaw
Franciszek wirko (1895 -1932), phi công
Wojciech ywny (1756 -1842), giáo viên piano đầu tiên của Fryderyk Chopin, nhà soạn nhạc.

## Hình ảnh

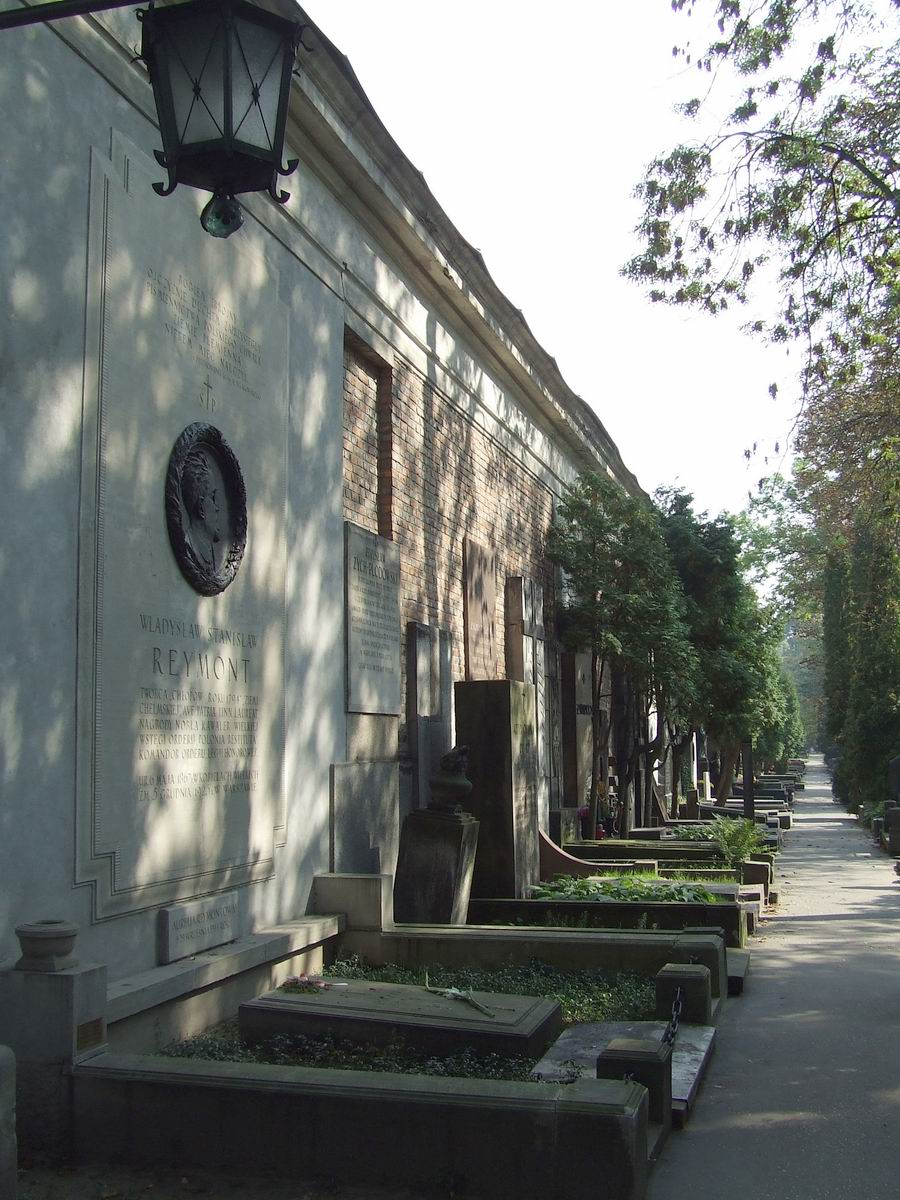
Dãy mộ của những người nổi tiếng
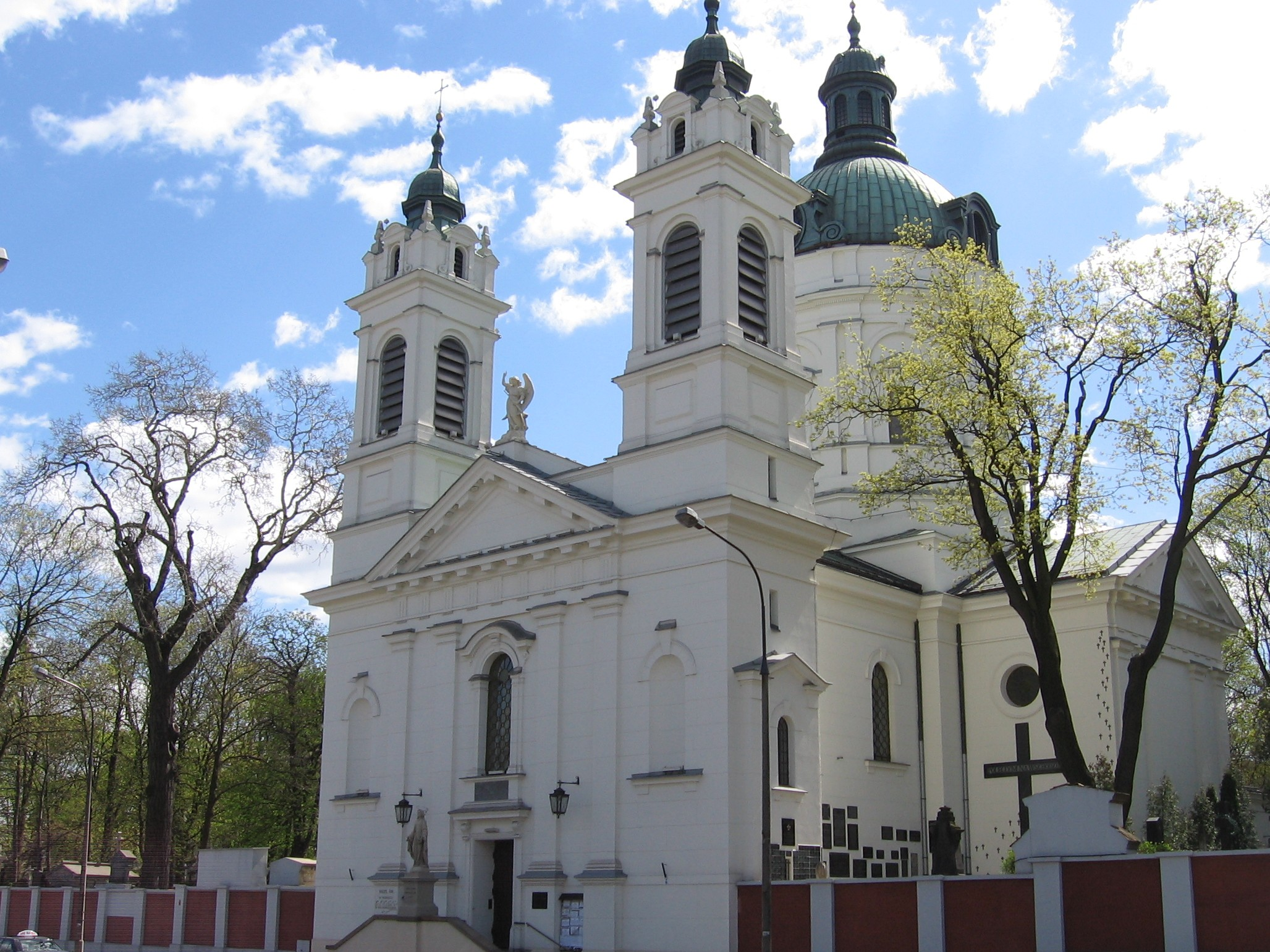
Nhà thờ Saint Karol Boromeusz
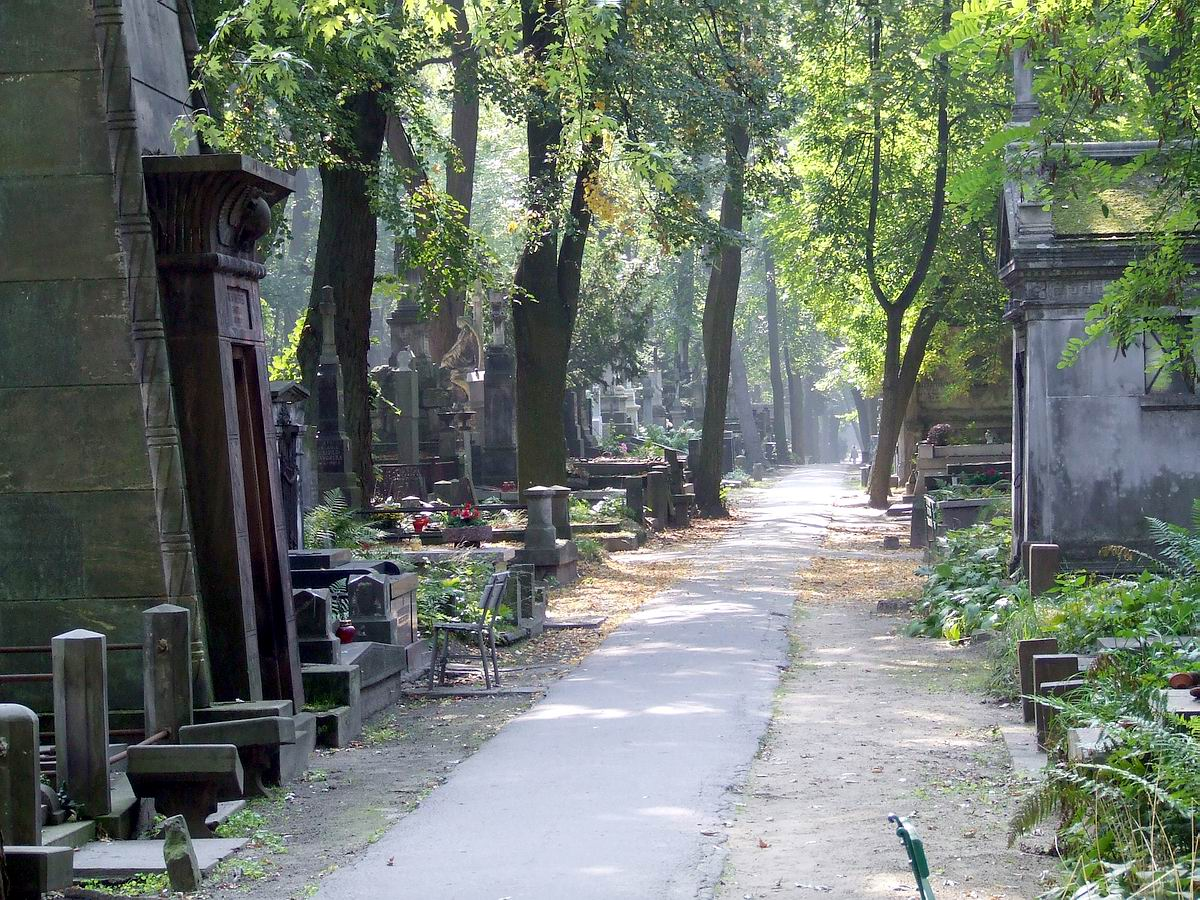
nghĩa trang Powązki cũ
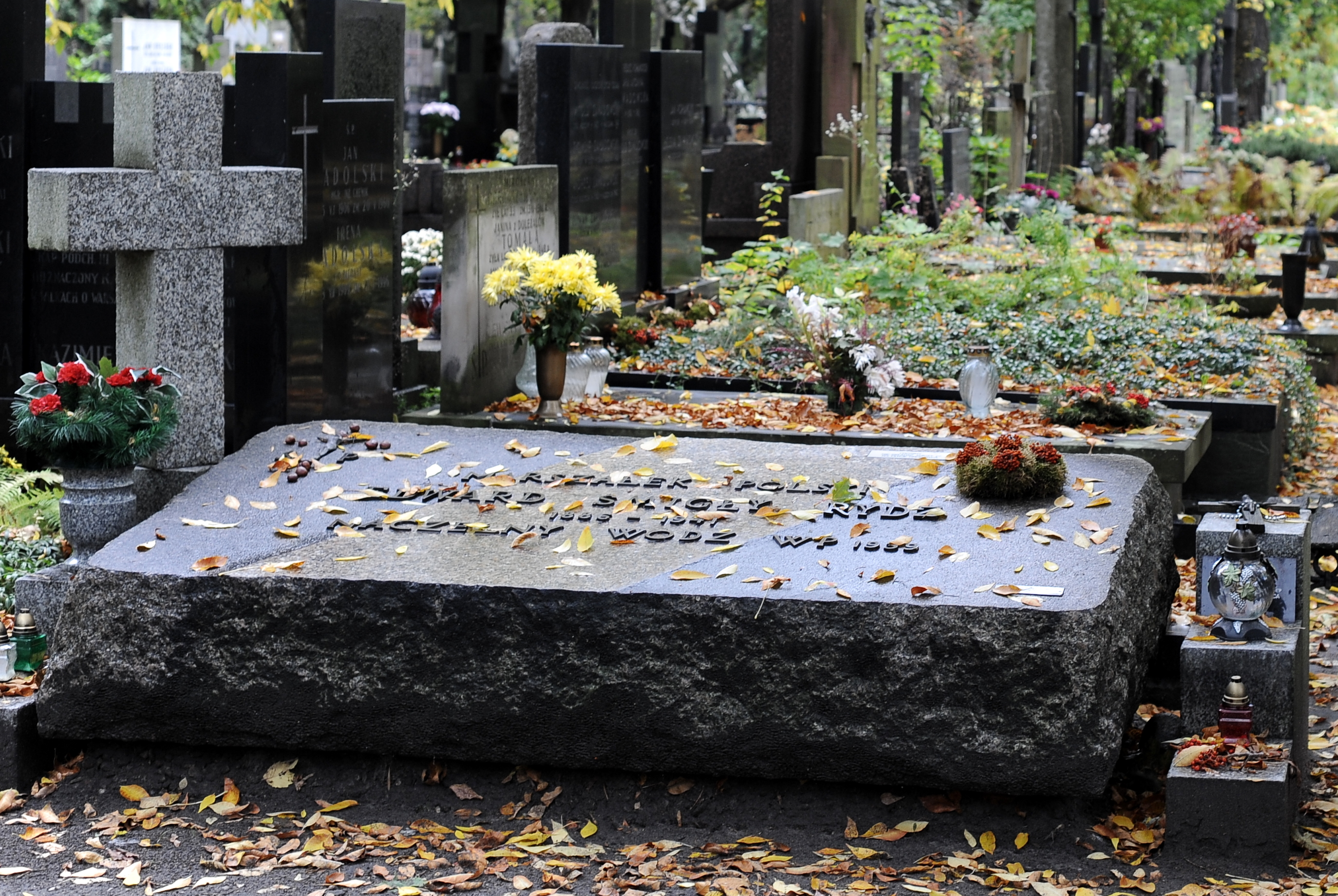
Ngôi mộ của Edward Rydz-Śmigły
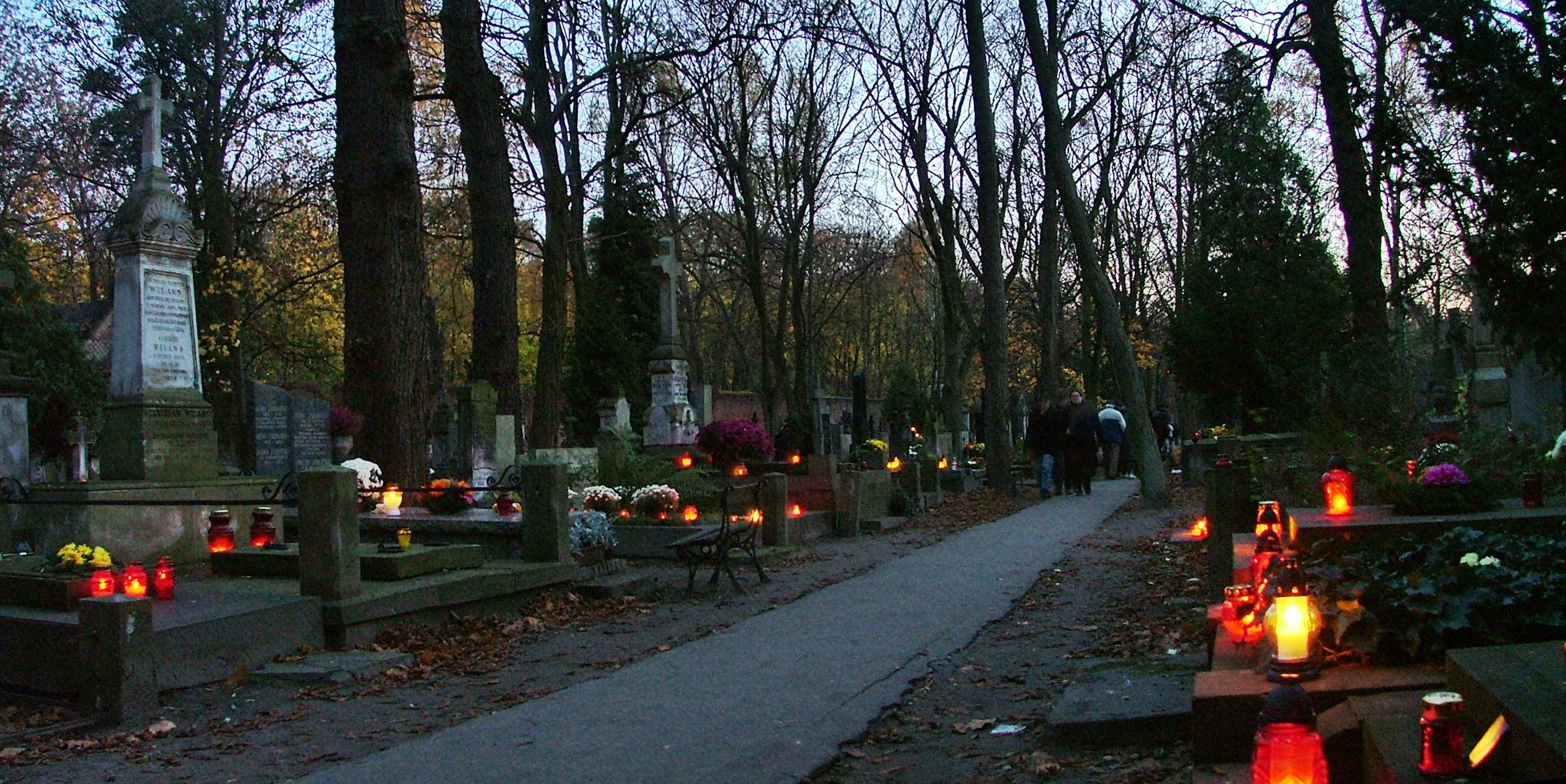
nghĩa trang Powązki cũ
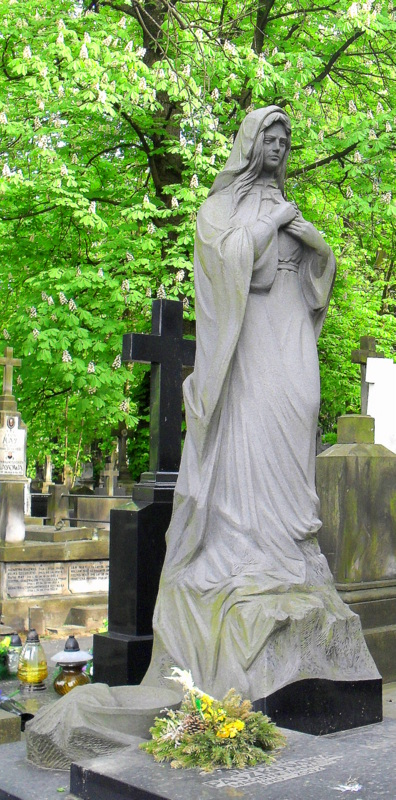
nghĩa trang Powązki cũ
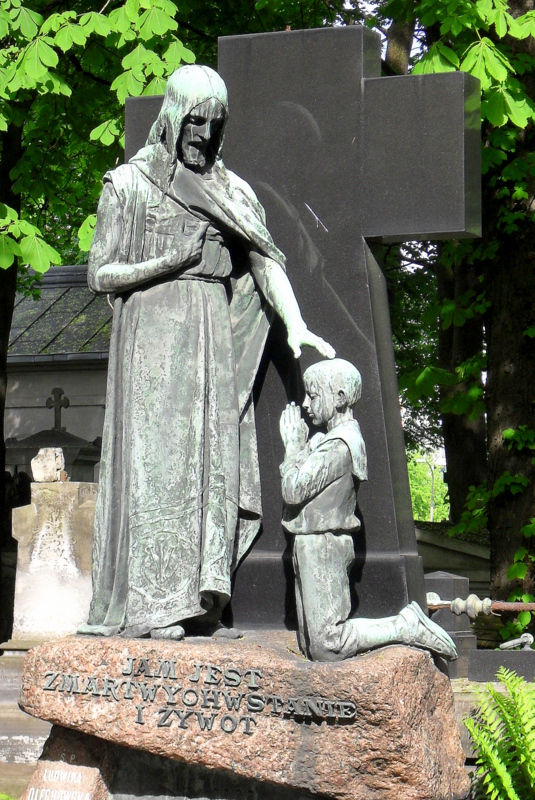
nghĩa trang Powązki cũ
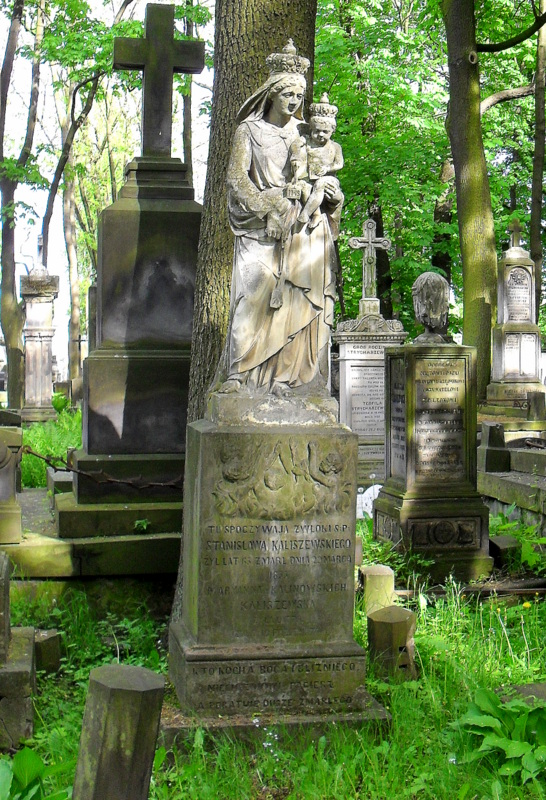
nghĩa trang Powązki cũ
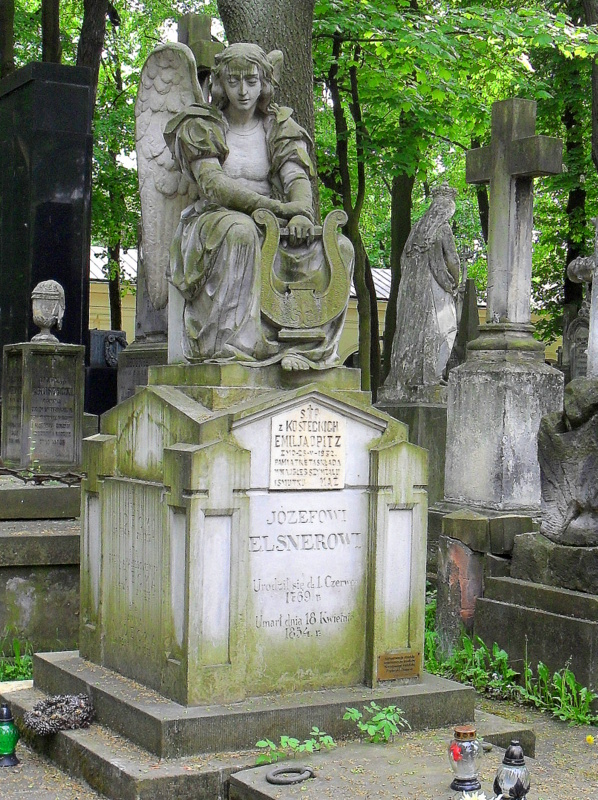
nghĩa trang Powązki cũ